# Dubbelprimtecken
Dubbelprimtecknet är tecknet ″.

## Användningsområden
Dubbelprimtecknet betecknar att något är av andra ordningen.

### Matematik
″ används inom matematiken för att ange andraderivator:
- f″(x) betecknar andraderivatan av funktionen f.

Tecknet uttalas bis.

### Sekundtecken
Dubbelprimtecknet används som symbol för bågsekunder och vid angivelse av koordinater på kartor, samt som symbol för tidsenheten sekund, även om det senare inte är rekommenderat då SI-enheten är sekunder (s).
Eftersom varken minuter eller sekunder ingår i SI som underenhet för vinklar rekommenderas istället användandet av decimaler.
Då sekundtecknet används sätts det, liksom minut- och gradtecknet, tätt intill sitt mätetal. Inget mellanrum skiljer ej heller antalet grader, minuter och sekunder åt:
26°30′59″

### Tumtecken
Tecknet ″ används som symbol för verktum och den engelska motsvarigheten inch.

## Liknande tecken
Tecknet bör, åtminstone i facktexter, inte ersättas med snarlika tecken, såsom
- dubbla citattecken (" eller ” eller “),
- dubbla apostrofer ('' eller ’’)

eller
- dubbla akutaccenter (´´).

På gamla mekaniska skrivmaskiner med begränsad teckenuppsättning, kan dock substitut för det typografiskt korrekta ″ inte undvikas. Likaså används i vardagslag ofta dubbelprimtecken/sekundtecken/tumtecken som utbytbart med "rakt, dubbelt citattecken" eller "typografiskt, dubbelt citattecken". Likaså används i praktiken ofta primtecken/minuttecken/fottecken som utbytbart med "rakt, enkelt citattecken" ("rakt apostroftecken") eller "typografiskt, enkelt citattecken" ("typografiskt apostroftecken). På många moderna datorer är det också mer eller mindre besvärligt att få fram de olika tecknen på tangentbordet, och "rakt, dubbelt citattecken" syns ofta som ersättning för de typografiskt korrekta varianterna. Samma ersättning syns ofta med "rakt, enkelt citattecken" istället för de typografiska, enkla tecknen.
En komplikation är att man även i facktexter ofta inte skiljer mellan primtecken/dubbelprimtecken och raka (enkla/dubbla) citattecken.
Två enkla primtecken kan, som nödlösning, sättas direkt efter varandra som ersättning för ett "riktigt" dubbelprimtecken (′′).
Vid Unicode och HTML måste man uppmärksamma att bis automatiskt och oreducerbart ger extra avstånd (spärrning) till efterföljande tecken. Detta kan ge svårbemästrade typografiska problem, exempelvis i tabelluppställningar, där räta kolumner eftersträvas.

## Att generera tecknet

### Unicode
Dubbelprimtecknet har Unicode-koden U+2033 (Double prime).

### HTML
HTML-koderna för ″ är &#x2033;, &#8243; och &Prime;.

### LaTeX
LaTeX-koden för {\displaystyle ''} är '', alternativt ^{\prime\prime}.